# Communauté de communes du Pays de Salers
La communauté de communes du Pays de Salers est une communauté de communes française, située dans le département du Cantal et la région Auvergne-Rhône-Alpes.

## Historique
Elle est créée le 19 décembre 2003.
Le 7 mars 2016, la commission départementale de coopération intercommunale du Cantal, réunie pour examiner le projet de schéma départemental de coopération intercommunale, propose, après examen des amendements,  de fusionner la communauté de communes du Pays de Salers avec sa voisine, la communauté de communes du Pays de Mauriac.
Le rejet de la fusion par les élus communautaires et les communes entraîne l'abandon du projet.

## Territoire communautaire

### Géographie
Elle est située entre les Monts du Cantal et la Dordogne.

### Composition
La communauté de communes est composée des 27 communes suivantes :

| Nom                      | Code Insee | Gentilé         | Superficie (km2) | Population (dernière pop. légale) | Densité (hab./km2) |
| ------------------------ | ---------- | --------------- | ---------------- | --------------------------------- | ------------------ |
| Salers (siège)           | 15219      | Sagraniers      | 4,85             | 312 (2022)                        | 64                 |
| Ally                     | 15003      | Allyçois        | 23,11            | 596 (2022)                        | 26                 |
| Anglards-de-Salers       | 15006      | Anglardois      | 48,36            | 724 (2022)                        | 15                 |
| Barriac-les-Bosquets     | 15018      | Barriacois      | 12,8             | 138 (2022)                        | 11                 |
| Besse                    | 15269      | Bessats         | 3,77             | 131 (2022)                        | 35                 |
| Brageac                  | 15024      | Brageacois      | 12,23            | 77 (2022)                         | 6,3                |
| Chaussenac               | 15046      | Chaussenacois   | 16,13            | 223 (2022)                        | 14                 |
| Escorailles              | 15064      |                 | 2,79             | 83 (2022)                         | 30                 |
| Le Falgoux               | 15066      | Fougouniers     | 30,59            | 116 (2022)                        | 3,8                |
| Le Fau                   | 15067      |                 | 19,46            | 31 (2022)                         | 1,6                |
| Fontanges                | 15070      | Fontangeois     | 18,04            | 208 (2022)                        | 12                 |
| Freix-Anglards           | 15072      |                 | 17,69            | 216 (2022)                        | 12                 |
| Girgols                  | 15075      |                 | 12,62            | 71 (2022)                         | 5,6                |
| Pleaux                   | 15153      | Pleaudiens      | 92,39            | 1 464 (2022)                      | 16                 |
| Saint-Bonnet-de-Salers   | 15174      |                 | 32,67            | 254 (2022)                        | 7,8                |
| Saint-Cernin             | 15175      | Saint-Cerninois | 46,75            | 1 047 (2022)                      | 22                 |
| Saint-Chamant            | 15176      | Saint-Amandins  | 13,72            | 237 (2022)                        | 17                 |
| Saint-Cirgues-de-Malbert | 15179      |                 | 16,21            | 250 (2022)                        | 15                 |
| Saint-Illide             | 15191      | Saint-Illidois  | 39,71            | 649 (2022)                        | 16                 |
| Saint-Martin-Cantalès    | 15200      | Saint-Martinois | 19,59            | 154 (2022)                        | 7,9                |
| Saint-Martin-Valmeroux   | 15202      | Saint-Martinois | 25,92            | 713 (2022)                        | 28                 |
| Saint-Paul-de-Salers     | 15205      |                 | 36,57            | 105 (2022)                        | 2,9                |
| Saint-Projet-de-Salers   | 15208      |                 | 36,32            | 133 (2022)                        | 3,7                |
| Saint-Vincent-de-Salers  | 15218      |                 | 18,87            | 70 (2022)                         | 3,7                |
| Sainte-Eulalie           | 15186      |                 | 14,51            | 231 (2022)                        | 16                 |
| Tournemire               | 15238      |                 | 9,68             | 122 (2022)                        | 13                 |
| Le Vaulmier              | 15249      |                 | 17,51            | 61 (2022)                         | 3,5                |

### Démographie
| 1968   | 1975   | 1982   | 1990   | 1999  | 2010  | 2015  | 2021  |
| ------ | ------ | ------ | ------ | ----- | ----- | ----- | ----- |
| 15 446 | 13 398 | 11 698 | 10 798 | 9 676 | 9 019 | 8 699 | 8 409 |

## Administration

### Siège
Le siège de la communauté de communes est situé à Salers.

### Les élus
À la suite des élections municipales et communautaires de mars 2020, le conseil communautaire de la communauté de communes du Pays de Salers se compose de 45 conseillers représentant chacune des communes membres et élus pour une durée de six ans.
Ils sont répartis comme suit :
| Nombre de conseillers | Communes                                                       |
| --------------------- | -------------------------------------------------------------- |
| 7                     | Pleaux                                                         |
| 5                     | Saint-Cernin                                                   |
| 3                     | Ally, Anglards-de-Salers, Saint-Illide, Saint-Martin-Valmeroux |
| 1 (+ 1 suppléant)     | les 21 autres communes                                         |

### Présidence
À la suite de la démission de Bruno Faure pour cause de cumul des mandats, le 29 juillet 2021, le président de la communauté de communes est Pierre Mennesson, maire du Fau jusqu'au 14 novembre 2024. Louis Chambon, maire du Falgoux, lui succède à partir de cette date. Le bureau communautaire est composé de 14 membres.
| Période                                  | Période                     | Identité         | Étiquette | Qualité |
| ---------------------------------------- | --------------------------- | ---------------- | --------- | --- |
| Les données manquantes sont à compléter. |                             |                  |           | |
| 2003                                     | 29 juillet 2021 (démission) | Bruno Faure      | LR        | Maire (2001 → 2017), puis conseiller municipal (2017 → 2021) de Saint-Projet-de-Salers, conseiller départemental du canton de Naucelles (2015 → ), président du conseil départemental (2017 → ), conseiller régional (2021 → ). |
| 29 juillet 2021                          | novembre 2024               | Pierre Mennesson |           | Maire du Fau (2020 → ) |
| novembre 2024                            | En cours                    | Louis Chambon    |           | Maire du Falgoux (2014 → ) |

### Compétences

#### Compétences obligatoires

##### Aménagement de l’espace
- Aménagement de l'espace pour la conduite d'actions d'intérêt communautaire
- Schéma de cohérence territoriale et schéma de secteur
- Plan local d'urbanisme, document d'urbanisme en tenant lieu et carte communale.

##### Développement économique
Actions de développement économique dans les conditions prévues à l’article L.4251-17 ;
- Création, aménagement, entretien et gestion de zones d’activité industrielle, commerciale, tertiaire, artisanale, touristique, portuaire ou aéroportuaire.
- Promotion du tourisme dont la création d’offices de tourisme.
- Politique locale du commerce et soutien aux activités commerciales d’intérêt communautaire:

Sont déclarés d’intérêt communautaire :
- les opérations collectives de redynamisation, de modernisation, de revitalisation du commerce ;
- la mise en place d’un observatoire ;
- le soutien aux activités commerciales, par le biais de versement d’aides directes ou indirectes, définies dans le règlement d’attribution

##### Accueil des gens du voyage
- Aménagement, entretien et gestion des aires d'accueil des gens du voyage

##### Déchets ménagers
- Collecte et traitement des déchets des ménages et assimilés

#### Compétences optionnelles

##### Protection et mise en valeur de l’environnement, le cas échéant dans le cadre de schémas départementaux et soutien aux actions de maîtrise de la demande d’énergies, sont d’intérêt communautaire
- la maîtrise de la demande en énergie par des actions en faveur du covoiturage ;
- la promotion des énergies renouvelables : animation et accompagnement de projets sur les énergies durables en méthanisation;
- les projets émanant du schéma intercommunal;
- les programmes de soutien et d’entretien de berges et de rivières entrant dans le cadre du schéma directeur intercommunal.

##### Politique du logement
Sont déclarés d’intérêt communautaire :
- les programmes locaux de l’habitat;
- les opérations programmées d’amélioration de l’habitat et autres programmes d’intervention;
- l’habitat locatif dans les propriétés de la communauté de communes et les bâtiments publics mis à disposition de la communauté de communes.

##### Politique du cadre de vie
Sont déclarées d’intérêt communautaire :
En matière de politique culturelle et artistique :
- animation et programmation culturelle et artistique;
- investissements en matériel de spectacle et d’exposition;
- soutien à l’apprentissage des pratiques artistiques;
- soutien aux évènements et  manifestations – suivant règlement intérieur;
- actions en faveur de la valorisation du patrimoine local.

En matière d’animation sportive :
- actions, animations et soutiens facilitant l’accès à la pratique pour tous sur le territoire;
- création d’événements définis par le schéma intercommunal de développement culturel, artistique et sportif;
- soutien aux évènements et  manifestations – suivant règlement intérieur.

##### Construction, entretien et fonctionnement d'équipements culturels et sportifs d’intérêt communautaire et d’équipements de l’enseignement préélementaire et élémentaire d’intérêt communautaire
Construction, entretien et fonctionnement d'équipements culturels et sportifs d’intérêt communautaire
Sont d’intérêt communautaire :
- l’espace scénographique dénommé : Maison de la Salers à St Bonnet de Salers;
- le centre d’activités du Col de Légal : ski de fond, raquettes, biathlon, randonnée, VTT…

##### Action sociale d’intérêt communautaire
Action sociale d’intérêt communautaire
Sont déclarés d’intérêt communautaire :
- soutien au portage de repas à domicile;
- relais d’assistantes maternelles;
- soutien à la politique en faveur des personnes âgées : actions émanant du schéma de service aux personnes âgées.

##### Maisons de services au public
Création et gestion de maisons de services au public et définition des obligations de service public afférentes, en application de l’article 27-2 de la loi 2000-321 du 12 avril 2000 relative aux droits des citoyens dans leurs relations avec les administrations.
Sont déclarées d’intérêt communautaire :
- La maison de services publics de Salers, siège de la CC;
- La maison de services publics de St Cernin, médiathèque;
- La maison de services publics de Pleaux, médiathèque.

#### Compétences facultatives

##### Développement touristique
Mise en place d’une politique de développement touristique à l’échelle de la communauté en structurant l’offre touristique par une approche collective, coordonnée et cohérente;   aménagement et entretien de sentiers de randonnées VTT, équestres et pédestres intégrés dans le schéma directeur intercommunal approuvé à la majorité qualifiée des communes;   élaboration et mise en œuvre de procédures de développement touristique; Mise en œuvre de projets intégrés dans le schéma directeur de développement touristique de la CC approuvé à la majorité qualifiée des communes; réalisation et gestion d’équipements touristiques
Sont reconnus d’intérêt communautaire :
- La Maison de la Salers;
- La station et foyer d’hébergement du Col de Légal;
- Les aires de camping cars définies par la CC;
- L’espace d’activités de pleine nature de Longairoux;
- L’espace d’activités de pleine nature du Falgoux;
- Les maisons d’artisans d’art, définies par la CC.

##### Assainissement non collectif
- Gestion et suivi de l’assainissement non collectif, l’élaboration des schémas d’assainissement étant une compétence communale

##### Réalisation d’études
La CC est également une instance de réflexion pour tout domaine d’action. Ainsi, la CC peut réaliser tout type d’étude, dans tout domaine d’action.

##### Maîtrise d’ouvrage déléguée
La Communauté de Communes du Pays de Salers peut sous certaines conditions, à la demande des communes membres, assurer la maîtrise d’ouvrage déléguée de travaux propres à ces communes. Une convention de délégation fixe les conditions techniques et financières de cette prestation.
La communauté de communes peut, sous certaines conditions, fournir ou recevoir des prestations de services  à/de toutes communes ou à/de tout groupement de communes dans le respect des conditions de la commande publique.
Une convention de prestation de services en fixe les conditions techniques et financières.

### Régime fiscal et budget
Le régime fiscal de la communauté de communes est la fiscalité professionnelle unique (FPU).